# Marathonbeeld

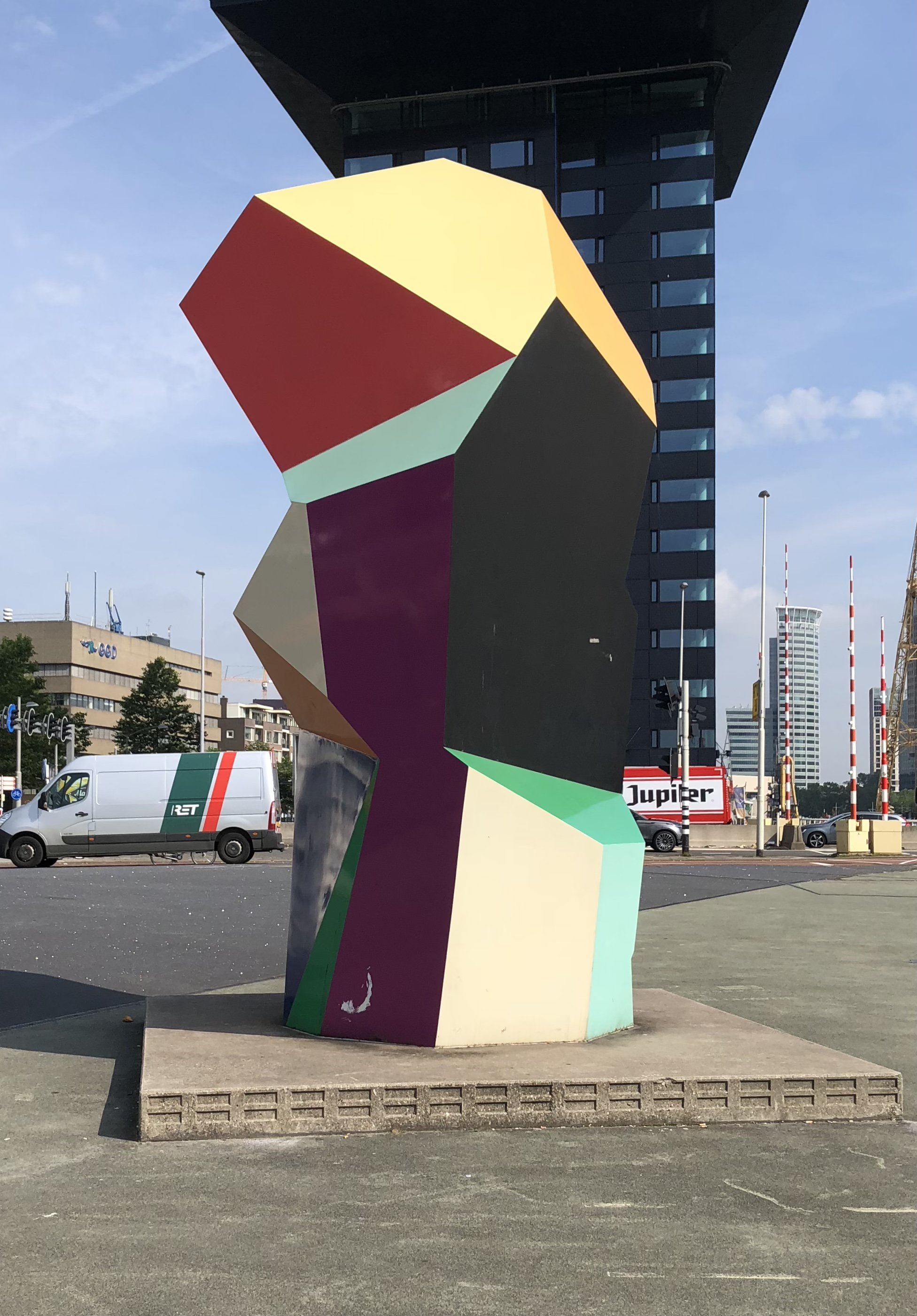
Skulptur Marathonbeeld im Jahr 2019

Marathonbeeld ist eine Skulptur in Rotterdam in den Niederlanden.
Die Skulptur befindet sich nördlich der Erasmusbrücke am Wilemsplein nahe am Ufer der Neuen Maas.
Das Kunstwerk wurde vom Künstler Henk Visch geschaffen und am 18. April 2001 enthüllt. Die Enthüllung fand damit kurz vor dem 20. Rotterdam-Marathon statt. Die Skulptur ist ein Geschenk der den Marathon durchführenden Rotterdam Marathon Foundation an die Stadt Rotterdam. Die Marathonstrecke führt am Standort der Skulptur vorbei. Der niederländische Name Marathonbeeld bedeutet Marathonbild.
Die stählerne Skulptur ist 5,4 Meter hoch und 2,6 Meter breit. Ihre vielfältig strukturierte Oberfläche ist mit 20 verschiedenen Farben bunt gestaltet und hebt sich so bewusst von der grauen Umgebung des Kais ab. Die Farben sollen die vielen verschiedenen Nationen darstellen, aus denen die am Lauf teilnehmenden stammen. Am Sockel der Skulptur sind die Namen aller Frauen und Männer angebracht, die den Rotterdam-Marathon bisher gewonnen haben.
Am 3. Juli 2020 wurde die Skulptur abgebaut, um eine Restaurierung durchzuführen, bei der insbesondere die Farben aufgefrischt wurden. Noch im Juli 2020 wurde sie wieder aufgestellt.